# Скопина, Людмила Александровна
Людмила Александровна Приемская (Скопина) (1903—1992) — советская актриса театра и кино. Народная артистка РСФСР (1954). Лауреат Сталинской премии второй степени (1951).

## Биография
Л. А. Скопина родилась 10 (23) сентября 1903 года. В 1920—1922 годах училась в Институте живого слова. В 1929 году окончила студию при ЛАТД имени А. С. Пушкина, там же работала. В 1933—1937 годах служила в Харьковском ТРД, в 1937—1941 в ЛТК, в 1941—1956 годах — в МДТ транспорта, с 1956 года — в МДТ имени А. С. Пушкина. Преподавала в ГИТИСе.
Л. А. Скопина умерла 20 февраля 1992 года. Похоронена в Москве на Новодевичьем кладбище (участок № 6).
Муж — режиссёр Н. В. Петров

## Фильмография
- 1950 — Заговор обречённых — Ганна Лихта
- 1954 — Аттестат зрелости — мать Жени Кузнецова; Повесть о лесном великане — Варвара Михайловна Дудина
- 1955 — Море зовёт — Екатерина Матвеевна Чумак
- 1962 — Здравствуйте, дети! — Елена Ивановна

## Роли в театре
- 1928 — «Соломенная шляпка» Э. М. Лабиша — Аспазия Бопертюи
- 1929 — «Ярость» Е. Г. Яновского — Марфа
- 1930 — «Страх» А. Н. Афиногенова — Валентина; «Робеспьер» Ф. Ф. Раскольникова — Элеонора
- 1931 — «Чудак» А. Н. Афиногенова — Добжина
- 1944 — «Бесприданница» А. Н. Островского — Лариса Дмитриевна Огудалова
- 1945 — «Памятные встречи» Л. С. Утевского — Саша
- 1948 — «Овод» Э. Л. Войнич — Джемма; «Рядом с вами» Л. С. Первомайского — Любовь Тихомировна
- 1949 — «Заговор обречённых» Н. Е. Вирты — Ганна Лихта
- 1950 — «Последние» М. Горького — Софья
- 1951 — «Буря» В. Т. Лациса — Мара Вилде
- 1953 — «К новому берегу» В. Т. Лациса и Н. М. Горчакова — Илза Лидум
- 1954 — «Кража» Дж. Лондона — Маргарет
- 1956 — «Жена» А. М. Борщаговского — Елена

## Награды и премии
- Народная артистка РСФСР (8 июня 1954)
- Сталинская премия второй степени (1951) — за исполнение роли Ганны Лихта в фильме «Заговор обречённых» (1950)
- два ордена «Знак Почёта» (1.6.1940; 1971)
- медали